# Rob Simonsen
 Rob Simonsen  est un compositeur américain de musique de film, né le 11 mars 1978 à Saint-Louis dans le Missouri.

## Filmographie

### Cinéma

#### Longs métrages
- 2003 : Westender de Brock Morse
- 2004 : Two Fisted de Todd E. Freeman
- 2005 : Eve and the Fire Horse de Julia Kwan
- 2008 : Love Manager (Management) de Stephen Belber
- 2009 : (500) jours ensemble ((500) Days of Summer) de Marc Webb
- 2010 : Love and Secrets (All Good Things) d'Andrew Jarecki
- 2011 : The Brooklyn Brothers (Brooklyn Brothers Beat the Best) de Ryan O'Nan
- 2012 : LOL USA (LOL) de Lisa Azuelos
- 2012 : The Final Member de Jonah Berkhor et Zach Math
- 2012 : Jusqu'à ce que la fin du monde nous sépare (Seeking a Friend for the End of the World) de Lorene Scafaria
- 2012 : Imogene (Girl Most Likely) de Shari Springer Berman et Robert Pulcini
- 2013 : The Spectacular Now de James Ponsoldt
- 2013 : Cet été-là (The Way Way Back) de Nat Faxon et Jim Rash
- 2013 : The English Teacher de Craig Zisk
- 2014 : Le Rôle de ma vie (Wish I Was Here) de Zach Braff
- 2014 : Chu and Blossom de Charles Chu et Gavin Kelly
- 2014 : Foxcatcher de Bennett Miller
- 2015 : Adaline (The Age of Adaline) de Lee Toland Krieger
- 2015 : Stonewall de Roland Emmerich
- 2015 : À vif ! (Burnt) de John Wells
- 2016 : Miss Stevens de Julia Hart
- 2016 : The Master Cleanse de Bobby Miller
- 2016 : Nerve de Henry Joost et Ariel Schulman
- 2016 : Viral de Henry Joost et Ariel Schulman
- 2016 : Demain tout commence de Hugo Gélin
- 2017 : Braquage à l'ancienne (Going in Style) de Zach Braff
- 2017 : Mary (Gifted) de Marc Webb
- 2017 : The House of Tomorrow de Peter Livolsi
- 2017 : Liaisons à New York (The Only Living Boy in New York) de Marc Webb
- 2017 : The Upside de Neil Burger
- 2017 : Father Figures de Lawrence Sher
- 2018 : Tully de Jason Reitman
- 2018 : Love, Simon de Greg Berlanti
- 2018 : Fast Color de Julia Hart
- 2018 : The Front Runner de Jason Reitman
- 2019 : Captive State de Rupert Wyatt
- 2020 : The Way Back de Gavin O'Connor
- 2020 : Stargirl  de Julia Hart
- 2021: SOS Fantômes : L'Héritage de Jason Reitman
- 2022 : Adam à travers le temps (The Adam Project) de Shawn Levy
- 2022 : The Whale de Darren Aronofsky
- 2024 : Deadpool et Wolverine de Shawn Levy
- 2025 : Elio de Domee Shi

#### Courts métrages
- 2005 : I Am Lloyd Hamlin de Mark Roush
- 2005 : Sohni Sapna de Shaleen Sangha
- 2005 : Sohni Sapna (Beautiful Dream) de Shaleen Sangha
- 2006 : Ken de Eric Won
- 2007 : Storage de Mark Roush
- 2008 : Mercenary de Jason Markarian et John Mirabella
- 2008 : The Lutheran de Brad Bosley
- 2009 : Born That Way de Tony McNeal
- 2009 : Looking at Animals de Marc Turtletaub
- 2009 : Burden de Michael David Lynch
- 2011 : Love, Lots of It de Rob Feld
- 2011 : Blink de Miles Jay
- 2013 : Meals Per Hour de Henry Joost et Ariel Schulman
- 2013 : Hollywood & Vines de Miles Jay
- 2014 : Cover Girl de Henry Joost et Ariel Schulman

### Télévision

#### Téléfilm
- 2008 : Hit Factor de Sherwin Shilati

#### Séries télévisées
- 2009-2010 : Dollhouse (26 épisodes)
- 2010 : Blue Bloods (4 épisodes)
- 2012 : Battleground (13 épisodes)
- 2013 : Mistresses (épisode pilote)
- 2015-2018 : Life in Pieces (58 épisodes)
- 2018 : Alex, Inc. (en) (6 épisodes)